# Catch the Moment
「Catch the Moment」（キャッチ・ザ・モーメント）は、LiSAの楽曲で、11枚目のシングル。2017年2月15日にアニプレックスから発売。同日ダウンロード配信も開始された。また、2017年1月11日にRADIO EDIT ver.が先行配信されている。

## 概要
前作「Brave Freak Out」から約6か月ぶりとなる2017年1作目、アニプレックス在籍時としては最後のシングル。2016年11月26日に行われた『LiVE is Smile Always 〜NEVER ENDiNG GLORY〜「the Sun」』のアンコールで発表、初披露された。表題曲は、『劇場版 ソードアート・オンライン -オーディナル・スケール-』の主題歌となっている。
発売形態は、初回生産限定盤・期間生産限定盤・通常盤の3仕様となり、初回盤には「Catch the Moment」のPVと「リングアベル」の映像を収録したDVDと16P撮りおろしブックレットが、期間限定盤は三方背スリーブ仕様で『劇場版 ソードアート・オンライン -オーディナル・スケール-』の描き下ろしミニポスターが、それぞれ同梱されている。
2017年10月時点で、音楽配信では累計20万ダウンロード近い売上を記録している。2019年4月には、日本レコード協会により累計25万ダウンロードを表すプラチナ認定を受けた。

## チャート成績・受賞
2017年2月27日付のオリコン週間シングルチャートでは初動2.7万を売り上げ4位を獲得。オリコンデイリーチャートでは2月18日、2月19日の2日間連続で第1位を獲得した。
LiSAのシングルが同ランキングでトップ10入りするのは通算9作目。トップ5入りは2014年12月発売の「シルシ」（最高3位）以来、約2年2カ月ぶりで通算5作目となった。
2017年度オリコン上半期シングル女性ソロ1位を獲得した（この年のソロトータルは倉木麻衣）。後にリリースされた「紅蓮華」「炎」に続き、LiSAを代表する楽曲となっており、ベストアルバム「LiSA BEST -Way-」のオープニングを飾っている。
2019年3月1日には、ソニー・ミュージックエンタテインメントのアニメソング人気投票キャンペーン「平成アニソン大賞」において作品賞（2010年 - 2019年）に選出された。

## 収録曲

### 初回生産限定盤・通常盤
| #         | タイトル                                                                                 | 作詞      | 作曲                    | 編曲                                                     | 備考      | 時間  |
| --------- | ---------------------------------------------------------------------------------------- | --------- | ----------------------- | -------------------------------------------------------- | --------- | ----- |
| 1.        | 「Catch the Moment」(『劇場版 ソードアート・オンライン -オーディナル・スケール-』主題歌) | LiSA      | 田淵智也                | 江口亮                                                   |           | 4:42  |
| 2.        | 「リングアベル」(NHK「みんなのうた」2016年12月-2017年1月放送)                            | LiSA      | 野間康介 (agehasprings) | 野間康介 (agehasprings) (ストリングスアレンジ：岡村美央) |           | 4:45  |
| 3.        | 「Merry Hurry Berry」                                                                    | 古屋真    | 前山田健一              | Tom-H@ck                                                 |           | 3:57  |
| 合計時間: | 合計時間:                                                                                | 合計時間: | 合計時間:               | 合計時間:                                                | 合計時間: | 13:24 |

| #  | タイトル                        | 作詞 | 作曲・編曲 |
| -- | ------------------------------- | ---- | ---------- |
| 1. | 「Catch the Moment Music Clip」 |      |            |
| 2. | 「リングアベル」                |      |            |

### 期間生産限定盤
| #         | タイトル                            | 作詞  | 作曲・編曲 | 時間 |
| --------- | ----------------------------------- | ----- | ---------- | ---- |
| 1.        | 「Catch the Moment」                |       |            | 4:42 |
| 2.        | 「リングアベル」                    |       |            | 4:45 |
| 3.        | 「Catch the Moment -Instrumental-」 |       |            | 4:42 |
| 合計時間: | 合計時間:                           | 14:09 |            |      |

## 演奏
Catch the Moment 
- 比田井修：Drums
- 高間有一：Bass
- PABLO a.k.a. WTF!?（Pay money To my Pain）：Guitar
- 野間康介：Piano
- 江口亮：All Other Instruments

リングアベル
- 岡村美央：Strings Arrangement
- 河村吉宏：Drums
- 高間有一：Bass
- 高慶“CO-K”卓史：Guitar
- 野間康介：Piano, All Other Instruments
- 岡村美央ストリングス：Strings
- 岡村奏：Backing Vocal
- げんだむ：Wind Chime

Merry Hurry Berry 
- 石井悠也：Drums
- 高間有一：Bass
- Tom-H@ck：Guitar, All Other Instruments
- 岸田勇気：Piano
- 練乳マシマシストロベリーパワーズ：Backing Vocal